# Apiol
Apiol és un compost químic orgànic de fórmula C₁₂H14O₄
que es troba a l'api, les llavors de julivert i l'oli essencial de julivert. El va descobrir Heinrich Christoph Link, un farmacèutic de Leipzig, l'any 1715 en forma de cristalls. El 1855 Joret i Homolle descobriren que l'apiol era un tractament efectiu de l'amenorrea o pèrdua de la menstruació i també s'ha utilitzat en altres trastorns menstruals.
És un producte irritant i en altes dosis és tòxic danyant el fetge i ronyó.
Ja Hipòcrates considerava que el julivert era abortiu, efecte segurament causat per l'apiol.
Es fa servir el nom d'apiol per altres compostos estretament relacionats que es troben en plantes també apiàcies com l'anet (dil·lapiol, 1-al·lil-2,3-dimetoxi-4,5-metilenedioxibenzè) i en les arrels del fonoll.